# Тел Халаф
Тел-Халаф (на арабски: تل حلف) е археологически обект в Ал-Хасеке, мухафаза в североизточна Сирия в близост до турската граница, точно срещу Джейланпънар. Там са разкрити първите находки от неолитната Халафска култура, които се състоят от обрисуван с геометрични и животински шарки фаянс. Находките датират от 6-о хилядолетие пр. Хр, когато Хетското царство господства над разположения на това място арамейски град-държава Гузана (или Годзан). До края на IX век пр. Хр градът и околностите му са включени в Асирийската Империя. По време на сирийската Гражданска война народната самоотбрана държи под контрол този район.

## Откриване и разкопки
Парцелът се намира в близост до град Рас Ал-Аин в плодородната долина на река Хабур (Нахр Ел-Хабур), близо до днешната граница с Турция. Името Тел-Халаф на древния арамейски означава „Град на хълма“.

### Разкриване
През 1899 г., когато областта е част от Османската империя, Макс фон Опенхайм, немски дипломат пътува в Северна Месопотамия по дела на Дойче банк във връзка със създаването на маршрута на Багдадската железница. На 19 ноември той попада на Тел Халаф, позовавайки се на разкази на местни жители за каменни истукани, погребани под пясъка. В продължили три дни разкопки няколко значителни къса от скулптури са разкрити, включително така наречената „Седяща Богиня“ и входа на „Западния Дворец“. Тъй като той не е имал законно разрешение за разкопки, Опенхайм зарива находките си с пясък и продължава напред.:с. 16,24,63

### Разкопките на Макс фон Опенхайм
Немският дипломат се среща с археолога Ернст Херцфелд, който насърчава Опенхайм през 1907 да продължи разкопките в Тел-Халаф и го запознава с водещи археолози като Теодор Нолдеке и Игнац Голдцихер. Макс фон Опенхайм се уволнява от дипломатическата служба на 24 октомври 1910 и с финансиране от баща си се отправя на работа.:с. 48–49
С екип от пет археолози, Опенхайм планира да копаят в кампания, която започва на 5 август 1911. Значителна част от оборудването е внесена от Германия, включително и малък парен влак. Разходите се изчисляват на около 750 000 марки и са покрити от фон Опенхайм-баща. При пристигане на място обаче археолозите откриват, че след 1899 година местните жители са разровили и силно повредили находките – отчасти от суеверие, отчасти за строителен материал.
По време на разкопките на Опенхайм са открили руините на града Годзан. Значителни находки представляват големите статуи и релефи на така наречения „Западен Дворец“, построен от крал Kaпара, както и няколко гробници. Някои от статуите, намерени в сгради, са от Елинистичния период. Освен това са открити Неолитнати керамични типове, които стават известени като Халафска култура. В този момент това е най-старата рисувана керамика заедно с откритата в Самара от Херцфелд).:с. 25,48–49,64–66
През 1913 г., Опенхайм решава временно да се върне в Германия.:с. 16 Находките в Тел-Халаф са оставени в сградата, която той и екипът му са били обитавали по време на разкопките. Повечето от тях са надеждно опаковани и съхранени. Началото на Първата Световна Война попречва на Опенхайм да се върне.:с. 66–67
През 1926 Германия влиза в Общество на народите и по този начин става възможно за граждани на Германия да провеждат разкопки в териториите на тогавашния Френски мандат в Сирия и Ливан. Докато се подготвя за нови разкривайки, през 1927 Опенхайм отново посещава Тел-Халаф. Артилерийският огън, който обменят османските и френските войски в последните дни на войната, силно е повредил сградата, съхраняваща археологическите находки. За пореден път става ясно, че местните жители са повредили каменните находки. Тъй като е правил гипсови отливки по време на първоначалната работа, за Опенхайм е възможно да поправи голяма част от щетите, причинени на статуите и релефите. Около две трети от общия брой находки са пренесени в Берлин, а останалата част в Алепо, където Опенхайм основава музей, превърнал се в основата на съвременния Национален музей.:с. 26 През 1929 г., той отново провежда разкопки и прави нови находки.:с. 16

### Музей на Халафската Култура в Берлин
Опитите на Опенхайм да изложи находките си в построения Пергамски музей в Берлин са безуспешни, тъй като музея отказва да приеме Опенхаймовите финансови изисквания. Поради това той отваря собствен музей в индустриалния квартал в Берлин-Шарлотенбург през юли 1930 година. Музейната концепция за представяне на експонатите е доста модерна дори и по днешните стандарти.:с. 26
През 1939 Опенхайм още веднъж пътува към Сирия за разкопки в Тел-Халаф, но френските власти му отказват разрешение. В началото на Втората световна война Опенхейм безуспешно се опитва да продаде някои от своите находки в Ню Йорк. Музеят в Шарлотенбург е поразен от британски фосфорни бомбардировки през ноември 1943 година и изгаря напълно, като всички дървени и варовикови експонати са унищожени, а изработените от базалт са силно повредени:с. 26,67.

### Реконструкция на артефактите
Съхранявани в мазето Пергамския музея в периода на комунистическо управление в ГДР, оцелелите експонати остават непокътнати. През 1999 година с финансовата подкрепа на Германско научноизследователско дружество започва мащабна реставрация и реконструкция на портата на Ищар. От 2001 до 2010 година повече от 30 скулптури са възстановени от повече от 27 000 фрагмента. Те са изложени в Пергамский музей в Берлин през 2011 година и в изложбената зала на Бон през 2014 година.:с. 67–68 Пълната реконструкция на музейната експозиция ще бъде завършена по план около 2025 г.
През 2006 г. в тел халаф започват нови разкопки под ръководството на Лутца Мартин (Берлин), Абд ал-Масих Багдо (Хасеке), Йорг Бекер (Хале) и Мирко Новак (Университет в Берн).

## Култура Халаф
Халафската култура се развива след неолита, като процъфтява около 6100 до 5400 г. преди нашата ера (т. нар. Халафски период), като е наследена в Северна Месопотамия от Обейдска култура.

## Годзана
През Х век пр. Хр. владетелите на малкото арамейско кралство Бахиани се настаняват в Тел-Халаф, където е основан град Годзанa. Крал Капара строи дворец в неохетски стил с богата декорация. През 894 г. пр. Хр асирийският цар Адад-Нерари II присъединява към своите владения арамейския град-държава, като това статукво се запазва до 808 г. пр. Хр. Годзана преживява разпадането на Асирийската империя и остава обитаема до Римо-Партиянския период.
В по-късни исторически времена селището се превръща в цитадела, като възникналия околен град отстои на около 600 м. На цитаделния хълм са стоели дворци и други официални сгради. Най-известната и запазена сред тях е богатоукрасения Хилани или „Западния дворец“, датиран от времето на крал Kапара. В Долния град има храм в асирийски стил.